# Madonna col Bambino, angeli e santi
La Madonna col Bambino, angeli e santi è un dipinto a tempera e oro su tavola (56x26 cm) di Bernardo Daddi, firmato e datato 1334, e conservato nella Galleria degli Uffizi a Firenze.

## Storia
La piccola tavola, destinata probabilmente alla devozione privata come parte centrale di un altarolo chiudibile, si trova agli Uffizi dal 1948 e si ignora la sua destinazione originaria. La data sullo zoccolo è mutila (MCCCXXXII...) ed era stata variamente interpretata da 1332 a 1334, ma con la pulitura voluta da Ugo Procacci nel 1936 è emerso chiaramente che si trattava del 1334. La stessa data era stata proposta dal Sirèn, per confronto con il trittico del Bargello datato 1333.
Anche la firma del dipinto ("Bernardo da Firenze") aveva generato qualche perplessità, con una prima attribuzione a Nardo di Cione, sciolta poi in Bernardo Daddi dal Milanesi alla fine del XIX secolo.

## Descrizione e stile
Il soggetto della tavola è una Maestà, cioè una Madonna col Bambino in trono (in questo caso una sorta di ciborio trilobato che riprende la forma della tavola stessa), circondata da otto angeli e, al di sotto di due gradini, due santi, Pietro e Paolo. La firma sul bordo inferiore recita: "NOMINE BERNARDVS DE FLORE[N]TIA PI[N]XIT H[OC] OP[VS] M[C]CCXX[II]II".
L'opera mostra evidenti influenze giottesche, soprattutto nella forma dilatata della Vergine nel suo manto, nell'attenzione spaziale e nel vivace studio dal vero del Bambino, che si aggrappa al manto della madre come fanno i fanciullini. Alcuni tocchi fini e alcune finezze coloristiche denotano poi l'influenza della scuola senese. La Madonna abbozza un lieve sorriso mentre dirige lo sguardo verso uno degli angeli a destra, a cui si rivolge anche Gesù.